# روان يانغ
روان يانغ (بالصينية: 阮杨) هو لاعب كرة قدم صيني في مركز نصف الجناح، ولد في 13 ديسمبر 1993 في هانغتشو في الصين. لعب مع جيجيانغ غرينتاون وسبورتينغ لشبونة ب.

## وصلات خارجية
- روان يانغ على موقع قاعدة بيانات كرة القدم.إي يو (الإنجليزية)
- روان يانغ على موقع Soccerway.com (الإنجليزية)